# فرانسیسکو ریسیلیونه

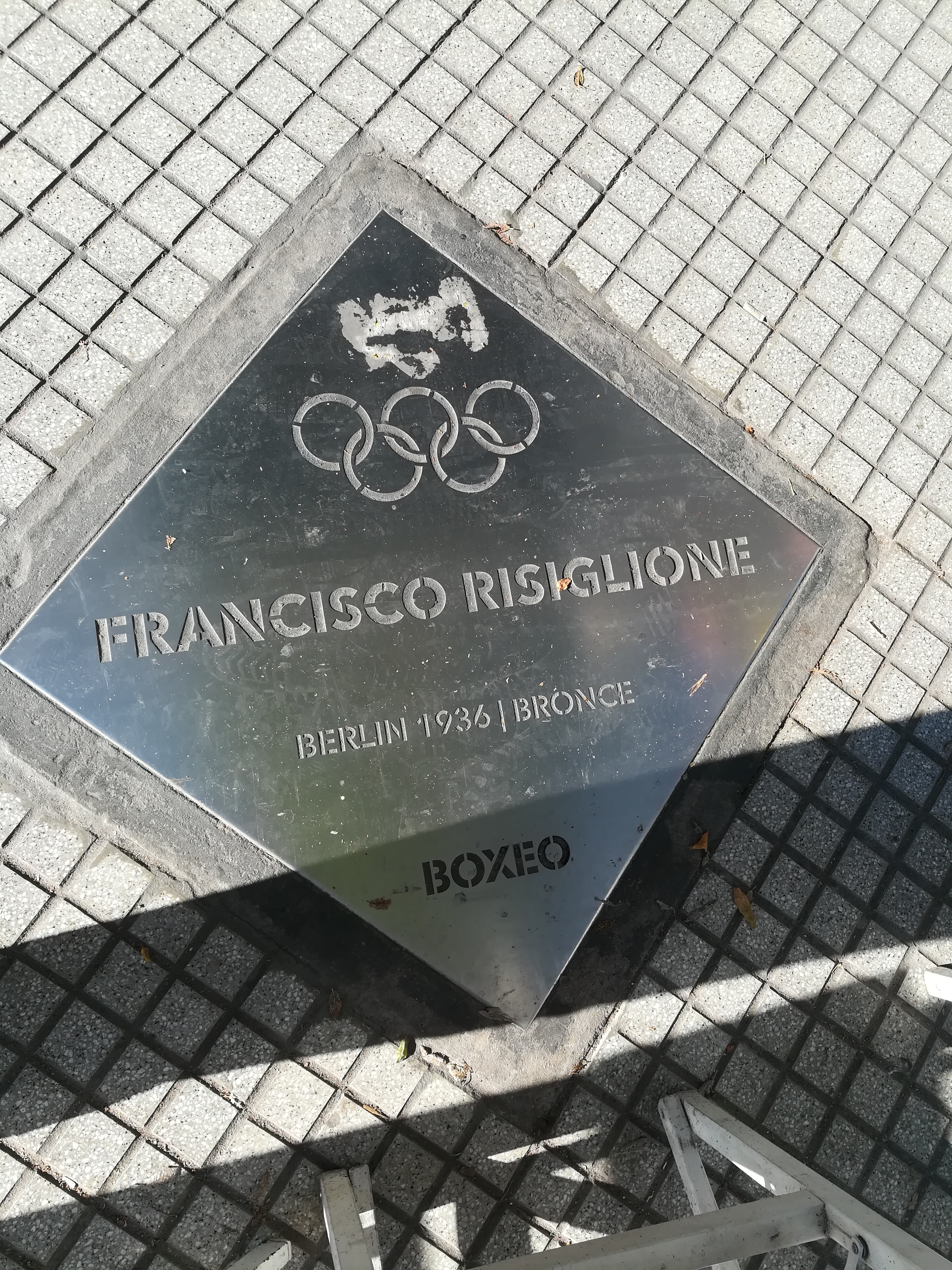
لوح‌یادبود فرانسیسکو ریسیلیونه - ۲۰۱۹

فرانسیسکو ریسیلیونه (اسپانیایی: Francisco Risiglione‎؛ زادهٔ ۱۸ ژانویهٔ ۱۹۱۷) بوکسور اهل آرژانتین است.